# Hurricane (ترانه ادن گولان)
Hurricane ترانه ای از ادن گولان خواننده اسرائیلی-روسی است که در ۱۰ مارس ۲۰۲۴ از طریق Session 42 منتشر شد. نویسندگان این ترانه آوی اوهایون، کرن پلس و استاو بگر هستند و بنا به گفته گولان و ترانه سرایان، با الهام از دیدگاه اسرائیل از حمله حماس به اسرائیل در ۷ اکتبر ۲۰۲۳ و پیامدهای احساسی آن بر اسرائیلی‌ها، به نمایندگی از اسرائیل در مسابقه آواز یوروویژن ۲۰۲۴ شرکت کرد. Hurricane در فینال مسابقه آواز یوروویژن ۲۰۲۴ در ردیف پنجم آهنگهای برتر جای گرفت.
عنوان اصلی این آهنگ «باران اکتبر» بود با اشعاری با محتوای پیام سیاسی که به حمایت از اسرائیل در جنگ اسرائیل و حماس اشاره داشت. به همین دلیل اتحادیه پخش کننده اروپا (EBU)، سازمانی که مسابقه آهنگ یوروویژن را مدیریت می‌کند، در اواخر فوریه ۲۰۲۴ درخواست بازنویسی این آهنگ را کرد. پس از بازنویسی‌های متعدد، نسخه اصلاح شده نهایی، با عنوان Hurricane «طوفان»، در ۷ مارس توسط EBU تأیید شد. فراخوان‌های ناموفق متعددی برای حذف این آهنگ و گولان از مسابقه داده شد ولی در نهایت نماینده اسرائیل با این ترانه در مسابقات شرکت کرد.

## پس زمینه و ترکیب
"Hurricane" توسط آوی اوهایون، کرن پلس و استاو بگر نوشته شده است. بگر دیر به مراحل ترانه‌سرایی پیوست و سر حق امتیاز با اوهایون اختلاف پیدا کرد. قبل از اینکه Hurricane رسماً به عنوان آهنگ اسرائیل برای مسابقه آواز یوروویژن ۲۰۲۴ اعلام شود، فشار عمومی فزاینده ای بر سازمان دهندگان مسابقه، اتحادیه رادیو و تلویزیون اروپا (EBU) وارد شد تا هم شرکت اسرائیل را از این مسابقه منع کنند و هم تا زمانی که کشور درگیر جنگ با حماس است بایکوت شود. گولان در مصاحبه ای با تایمز اسرائیل اظهار داشت که علیرغم اینکه می‌دانست شرکت در یوروویژن «ساده نخواهد بود»، با این حال می‌خواست نماینده اسرائیل باشد وی گفت «به دلیل معنای [ترانه]... ما می‌توانیم احساساتمان و آنچه در کشور می‌گذرد را به مردم دنیا بیان کنیم.»
در مورد اینکه آیا این آهنگ صرفاً بر اساس دیدگاه اسرائیل از جنگ اسرائیل و حماس است، اختلاف نظر وجود دارد. اوهایون در مصاحبه‌های خود اظهار داشت که «می‌دانستیم که قرار است در مورد وضعیت [اسرائیل] بنویسیم… ما سعی کردیم این کار را تا جایی که می‌توانیم ظریف و با زیرمتنی انجام دهیم». با این حال، پلس در مصاحبه ای با نیویورک تایمز ادعا کرد که این آهنگ تنها تحت تأثیر درگیری نبوده است. او اظهار داشت که این آهنگ تا حدی الهام گرفته از طلاق اخیر است که او پشت سر گذاشته. پلس همچنین اظهار داشت که این آهنگ منعکس کننده موضوع کلی «اهمیت قدرت در لحظات سخت» بود. هانا براون در تحلیلی برای جروزالم پست نوشت که این آهنگ «دربارهٔ از دست دادن و رستگاری» است. در تحلیل دیگری توسط اران سوئیسا از اسرائیل هیوم، این آهنگ به جزئیات داستان «زن جوانی که از یک بحران شخصی بیرون می‌آید» است.

## موزیک ویدیو و تبلیغات
همزمان با انتشار این آهنگ، موزیک ویدیوی همراه آن نیز در همان روز منتشر شد. براون از The Jerusalem Post اظهار داشت که فکر می‌کند این موزیک ویدئو که رقصندگان را در یک میدان نشان می‌دهد، «به وضوح به کشتار جشنواره موسیقی رعیم اشاره دارد.» در تحلیل دیگری از گزارش Ynet توسط Shira Danino، لباس برای نمایش پیام‌های پنهان مربوط به حمله ۷ اکتبر تفسیر شد. لباس گولان که سوراخی در آن وجود داشت، ادعا می‌شد که شبیه شلیک گلوله است. ادعا می‌شد که یک کراوات یقه ای که در لباس دیگری پوشیده شده بود نشان دهنده یک روبان زرد است که نمادی برای حمایت از آزادی اسرا در دست حماس است. علاوه بر این، رقصندگان که در ابتدای ویدئو لباس سفید به تن داشتند و بعداً در پایان به لباس مشکی روی آوردند، به ترتیب نماد «جشن سفید در چمن‌های کیبوتز» و عزاداری بودند.

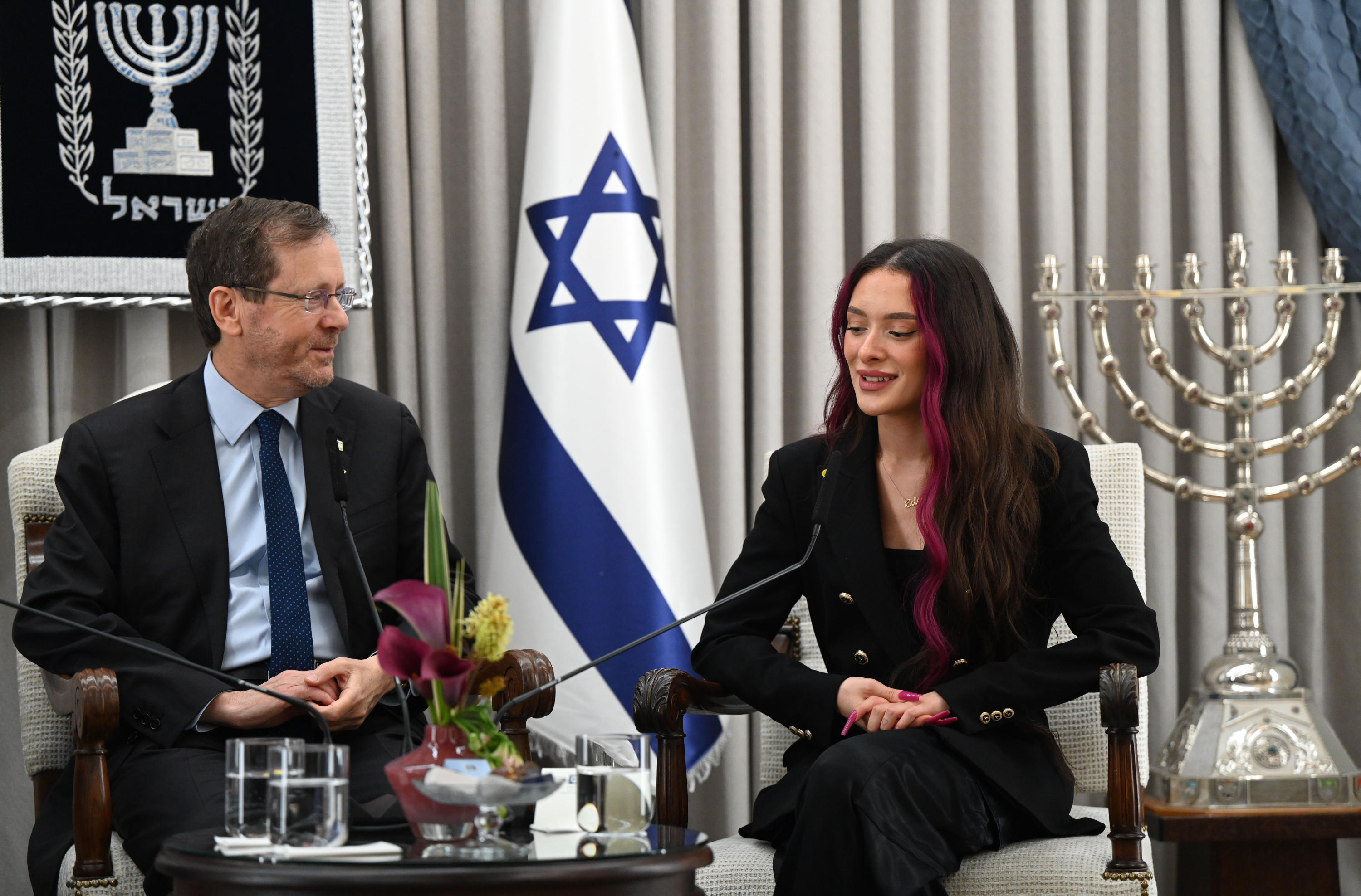
گولان و اسحاق هرتزوگ، رئیس‌جمهور اسرائیل در عکس‌های تبلیغاتی دولت اسرائیل.

گولان برای حمایت از ترانه و گفتگو با رئیس‌جمهور اسحاق هرتزوگ دیدار کرد. گولان علیرغم دعوت شدن به نشستها و رویدادهای پیش از مسابقه یوروویژن در آنها شرکت نکرد. با این حال، او یک بار در دیدار با هواداران که توسط OGAE اسرائیل سازماندهی شد برای تبلیغ آهنگ ظاهر شد.

## استقبال

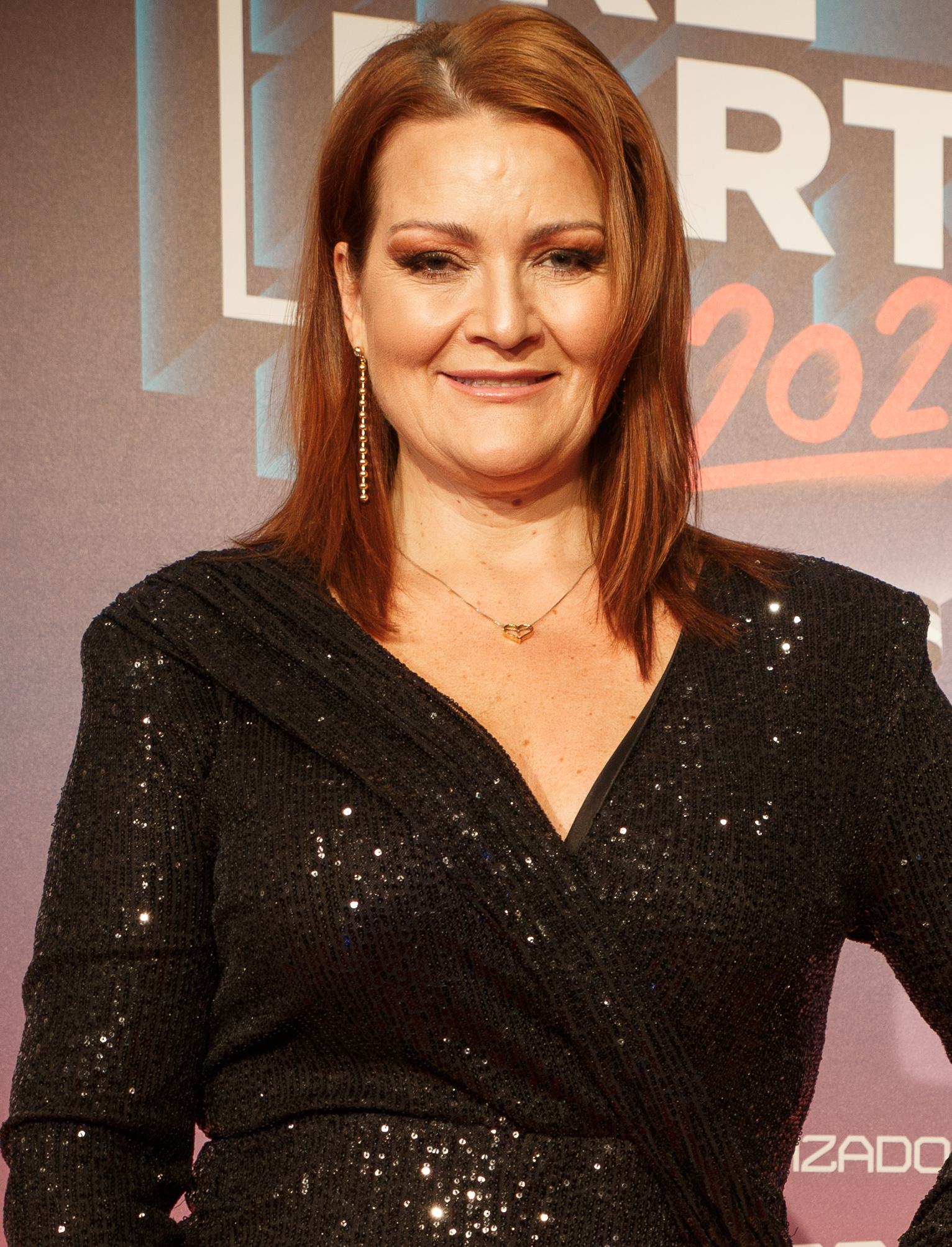
هرا بیورک، نماینده ایسلند در مسابقه آواز یوروویژن ۲۰۲۴، در جریان پیش از مراسمی که توسط یوروویژن اسپانیا در سالا لا ریویرا برگزار شد

### پاسخ انتقادی

#### رسانه‌های اسرائیل
این آهنگ در هر دو نسخه از رسانه‌های محلی اسرائیل نقدهای منفی دریافت کرده است. نوآ لیمون، نویسنده روزنامه اسرائیلی هاآرتص، آهنگ را به دلیل عدم وجود "هر گونه بیانیه مهم" مورد تمسخر قرار داد و اظهار داشت که "حتی هوش مصنوعی نیز روح بیشتری از این حرف‌های بیهوده دارد … بهتر بود آهنگی مانند " هاربو داربو " ارسال می‌شد، زیرا حداقل چیزی برای گفتن دارد. دودی فاتیمر از جروزالم پست همچنین یک نقد منفی در مورد اصلاح "Hurricane" نوشت و اظهار داشت که این آهنگ "خسته کننده" است و "برای لیست پخش رادیو ارتش مناسب تر [از یوروویژن] است" و اضافه کرد که گولان باید اشعار عبری بیشتری می‌گذاشت و اینکه "من به آهنگی امیدوار بودم که مرا تحت تأثیر قرار دهد، به عنوان یک اسرائیلی احساس غرور کنم… این آهنگ واقعاً به آن سمت نمی‌رود."
اینار شیف، نویسنده وای‌نت، در پاسخ به اینکه کان آهنگ خود را برای برآورده کردن الزامات یوروویژن تغییر داد، به شدت انتقاد کرد. شیف از کان به خاطر شرکت در مسابقه انتقاد کرد و اظهار داشت که " آزادی هنری" با "فشارهای سیاسی و دیپلماتیک اجتناب ناپذیر در زمان جنگ [و] فشار [ آیزاک هرتزوگ ]" معامله شده است. وی همچنین کان را به تلاشی ناموفق برای باهنرشویی مشارکت اسرائیل در میان جنگ متهم کرد و نوشت: «این توهم که ما کشور کوچکی هستیم که ده‌ها هزار نفر را در جنگ قربانی کرده و هنوز طوری رفتار کنیم که انگار سال ۱۹۹۹ است، به حد انفجار رسیده است؛ زیرا آنها فکر می‌کردند که می‌توانند با هوشیاری و نه خردمندی عمل کنند." نویسنده جروزالم پست،  Ari Sacher نیز انتقاداتی را نسبت به این تغییرات ابراز کرد و نسخه اصلی «باران اکتبر» را تحسین کرد و اظهار داشت که «آنچه سرود تند و معنادار بود به آهنگ دیگری تقلیل یافته است».

#### رسانه‌های مرتبط با یوروویژن و سایر رسانه‌ها
"Hurricane" نقدهای مثبتی از چندین شرکت کننده یوروویژن دریافت کرده است. هرا بیورک، نماینده ایسلندی در سال‌های ۲۰۱۰ و ۲۰۲۴، با طرفداران یوروویژن اسرائیلی EuroMix اظهار داشت که "او آهنگ را دوست دارد. این آهنگ قوی است." نمایندگان سابق قبرس، از جمله اندرو لامبرو، شرکت کننده در سال ۲۰۲۳ و سیلیا کپسیس، شرکت کننده در سال ۲۰۲۴، هر دو از این آهنگ حمایت کرده‌اند. گالی آتاری، بخشی از هیئت اسراییلی که در سال ۱۹۷۹ برنده مسابقه شد، نیز گولان را ستایش کرد و گفت: «من به او اعتماد دارم تا با عزت نماینده اسرائیل باشد… باورش سخت است که او تنها ۲۰ سال دارد.» شاینا وایس "Hurricane" را با ترانه " ۱۹۴۴ " جمالا مقایسه کرد، آهنگی دربارهٔ اخراج تاتارهای کریمه از کریمه در سال ۱۹۴۴ که برنده مسابقه آواز یوروویژن ۲۰۱۶ برای اوکراین شد. ویس بعداً اضافه کرد: "من فکر می‌کنم [اسرائیل] مسیر اوکراین را امتحان کرد."
Wiwibloggs که حاوی چندین بررسی از منتقدان است، این آهنگ از ۱۰ امتیاز ۵٫۹ امتیاز کسب کرد، که رتبه ۲۷ از ۳۷ آهنگ را در رتبه‌بندی سالانه سایت کسب کرد. بررسی دیگری که توسط ESC Bubble انجام شد و حاوی نظرات ترکیبی از خوانندگان و هیئت داوران بود آهنگ را در میان آهنگ‌های نیمه‌نهایی یوروویژن "Hurricane" رتبه‌بندی کرده بود. Jon O'Brien، نویسنده <i id="mwuA">Vulture</i> ، این آهنگ را در رتبه ۳۲ از بین ۳۷ آهنگ شرکت کننده در مسابقه آن سال قرار داد و این آهنگ را "عمومی همانطور که می‌آیند، یک تصنیف قدرتی به سبک دمی لواتو که سعی می‌کند چیزهای زیادی بگوید اما به پایان می‌رسد" نامید. اصلاً چیزی نگفتن». در مقابل، Doron Lahav از ESC Beat این آهنگ را تحسین کرد و آهنگ را در رتبه دوم از بین ۳۷ آهنگ شرکت کننده در مسابقه قرار داد. آنها در مورد توانایی‌های آوازی گولان اظهارات مثبتی ارائه کردند و گفتند که فکر می‌کنند این آهنگ «معنادار است و به عنوان یک پیام جهانی عمل می‌کند». ارین آدام نویسنده اسکاتلندی نیز نقد مطلوبی به این آهنگ داد و همچنین آواز گولان را ستود و به آهنگ هفت از ۱۰ امتیاز داد.

#### شرط‌بندی
حدود دو هفته پس از انتشار "Hurricane"، در ۲۲ مارس، در رده هشتم از نظر شانس کلی شرط‌بندی برای برنده شدن در مسابقه آواز یوروویژن ۲۰۲۴ قرار گرفت. در عرض ۱۲ روز بین انتشار آهنگ و روزی که شرط‌بندی جمع شد، آهنگ دو رتبه افزایش یافت. پس از سقوط کوتاه به رتبه نهم، این آهنگ تا ۱۶ آوریل به رتبه هشتم رسید، که The Jerusalem Post تفسیر کرد که به دلیل حملات هواپیماهای بدون سرنشین ایران بود که در آن ماه رخ داده بود. دو هفته قبل از مسابقه، در ۲۷ آوریل ۲۰۲۴، "Hurricane" به رتبه هفتم رسید. پس از صعود گولان به نیمه نهایی، او تنها پس از بیبی لازانیا از کرواسی به مقام دوم در مجموع صعود کرد.

### درخواست حذف
هر دو نسخه این آهنگ با درخواست‌های متعددی برای حذف از مسابقه آهنگ یوروویژن ۲۰۲۴ همراه با درخواست‌های قبلی برای حذف خود گولان و اسرائیل از آغاز جنگ اسرائیل و حماس مواجه شدند. چندین رسانه مرتبط با یوروویژن، مانند Eurovoix و ESC Xtra شروع به محدود کردن پوشش خود از مشارکت اسرائیل در این مسابقه کردند. طومارهای متعددی، به ویژه از کشورهای شمال اروپا، برای درخواست حذف اسرائیل تا فوریه ایجاد شده بود. یکی از ایسلند موفق شد بیش از ۱۰۰۰۰ امضا به دست آورد. هنگامی که "Hurricane" ساعاتی قبل از انتشار رسمی آن به بیرون درز کرد، Ynet مواردی از حامیان فلسطینی را ضبط کرد که خواستار حذف اسرائیل شدند، همراه با تظاهرات صحنه ای در یوروویژن در صورتی که آهنگ اجازه رقابت داشت. قبل از مسابقه مخالفت با درخواست‌های حذف انجام شد. همچنین در ماه فوریه، حدود ۴۰۰ نفر از افراد مشهور و موسیقیدان نامه ای را امضا کردند که از شرکت اسرائیل در این مسابقه حمایت می‌کرد.

## مسابقه آواز یوروویژن

#### جنجال‌ها، تأخیر در تأیید EBU و بازنویسی‌های بعدی
طبق گزارش ۱۹ فوریه اسرائیل هیوم، این آهنگ در ابتدا «باران اکتبر» نام داشت. دو روز بعد، ران بوکر، نویسنده Ynet گزارش داد که اتحادیه پخش اروپا (EBU)، سازمانی که مسابقه آواز یوروویژن را اداره می‌کند، به دلیل محتوای سیاسی این شرکت را رد کرد. در پاسخ، شرکت پخش عمومی اسرائیل (IPBC/Kan) در ابتدا در پاسخ اعلام کرد که متن یا محتوای آن را تغییر نخواهد داد و ورود آهنگ به یوروویژن را به خطر انداخت. در بیانیه ای متضاد، این سه ترانه‌سرا بعداً گفتند که در حالی که با تغییر متن مخالف نیستند، دستورالعمل خاصی در مورد اینکه چه چیزی را تغییر دهند دریافت نکرده‌اند. پلس بعداً ادعا کرد که با «خوشحالی» متن ترانه را تغییر داده است. گولان بعداً در پاسخ به انتقادات نسبت به این آهنگ بیانیه‌ای صادر کرد و اظهار داشت که در حالی که "از آنچه در حال رخ دادن است [و] درک [و] دیالوگ‌ها را می‌دانست، اما به آماده‌سازی برای شرکت در مسابقه ادامه داد. او بعداً اعتراف کرد که فکر می‌کرد انتقاد از این آهنگ برای او تعجب آور بود و او «نمی‌دانست که چنین گزینه ای وجود دارد».

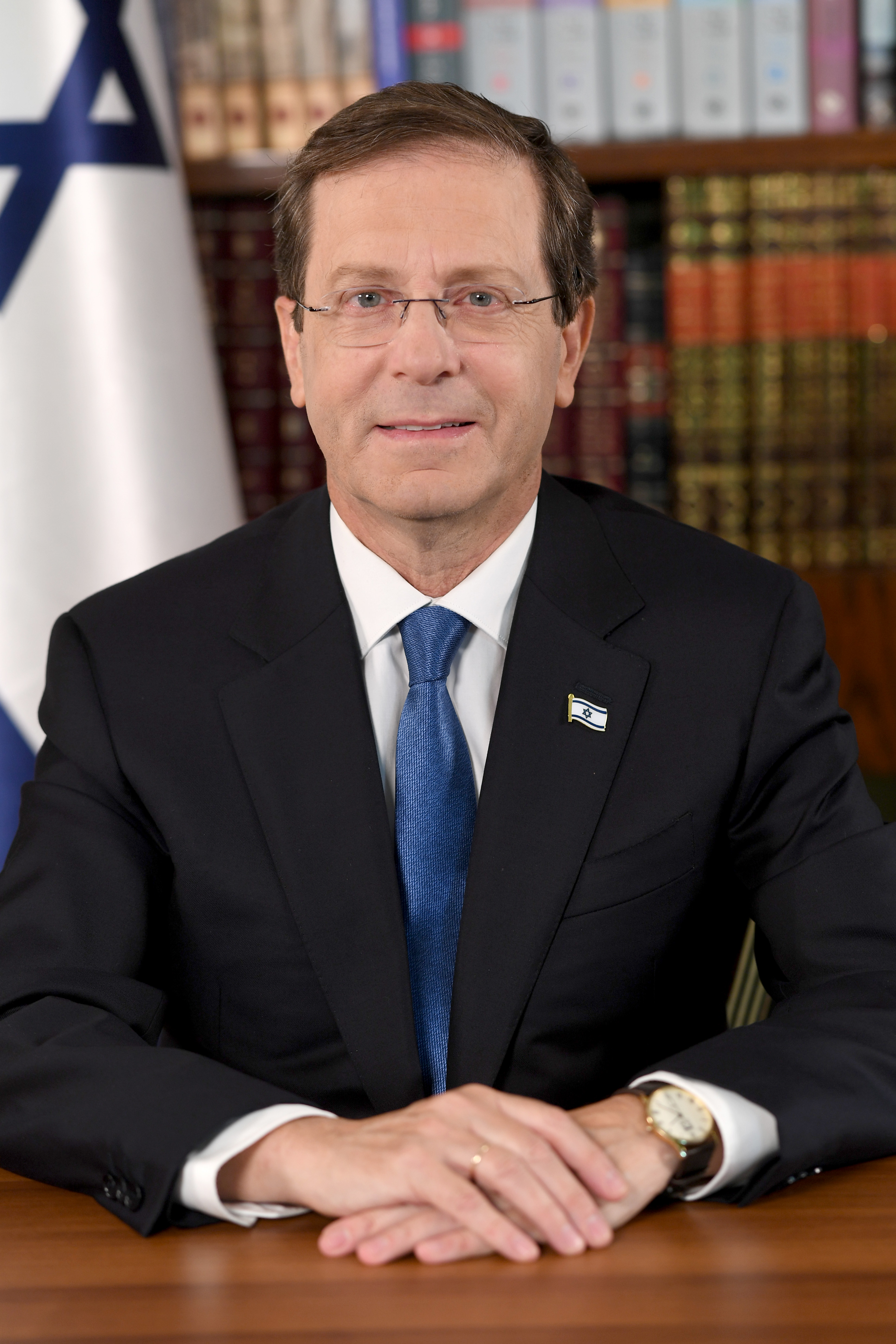
رئیس‌جمهور اسرائیل، آیزاک هرتزوگ (تصویر در سال ۲۰۲۱) به کان فشار آورد تا متن آهنگ را تغییر دهد تا تأیید EBU را به دست آورد.

درز اشعار «باران اکتبر» از Israel Hayom و وای نت این آهنگ را به عنوان تصنیفی توصیف کرد که به اوج خود رسید و به «وضعیت غیرنظامیان اسرائیلی» در حمله ۷ اکتبر همراه با کشتار جشنواره موسیقی رعیم اشاره کرد. پس از اینکه آهنگ دیگری با عنوان «رقص برای همیشه» در ۲۸ فوریه رد شد، کان، علیرغم اظهارات قبلی، تصمیم گرفت تا تغییراتی در اشعار "October Rain" ایجاد کند تا این آهنگ پس از اعمال فشار آیزاک هرتزوگ، رئیس‌جمهور اسرائیل، کان را واجد شرایط کند. برای ایجاد تغییرات بازنویسی و ضبط این آهنگ که اکنون «طوفان» نام دارد، در ۳ مارس به پایان رسید. پس از بازنویسی دیگری که توسط EBU درخواست شد، نسخه نهایی "Hurricane" برای تأیید در ۵ مارس ارسال و دو روز بعد تصویب شد.

### در یوروویژن
مسابقه آواز یوروویژن ۲۰۲۴ در مالمو آرنا در مالمو، سوئد برگزار شد و شامل دو نیمه نهایی در تاریخ‌های ۷ و ۹ می و فینال در ۱۱ می ۲۰۲۴ بود. در طول قرعه کشی تخصیص در ۳۰ ژانویه ۲۰۲۴، اسرائیل برای شرکت در نیمه نهایی دوم قرعه کشی شد. گولان در نیمه نهایی پس از دو نفره استونی 5miinust و Puuluup و قبل از Gåte نروژ در رده چهاردهم قرار گرفت.
در طول تمرین‌ها، گولان با صدای بلند هو و تشویق روبرو می‌شد و شعارهای «فلسطین آزاد» در سراسر صحنه شنیده می‌شد. او خود را برای هو کردن در روزهای منتهی به نیمه نهایی آماده کرده بود. علیرغم این، مقامات EBU اعلام کردند که اگر اجرا در نیمه نهایی هو شود، جمعیت را سانسور نمی‌کنند. با این حال، به گفته مایکل هوگان، نویسنده دیلی تلگراف، گولان تا نیمه نهایی، با «استقبال بی‌صدا» مواجه شد. ادعاهای EBU مبنی بر ضد سانسور توسط The National (روزنامه اسکاتلندی)  نیز به چالش کشیده شد و گزارش داد که بینندگان متعددی سازمان دهندگان را به استفاده از «فناوری پنهان سازی هو کردن» متهم کردند.
«هوریکن» با کسب ۱۹۴ امتیاز توانست جایگاه خود را در فینال بزرگ حفظ کند.

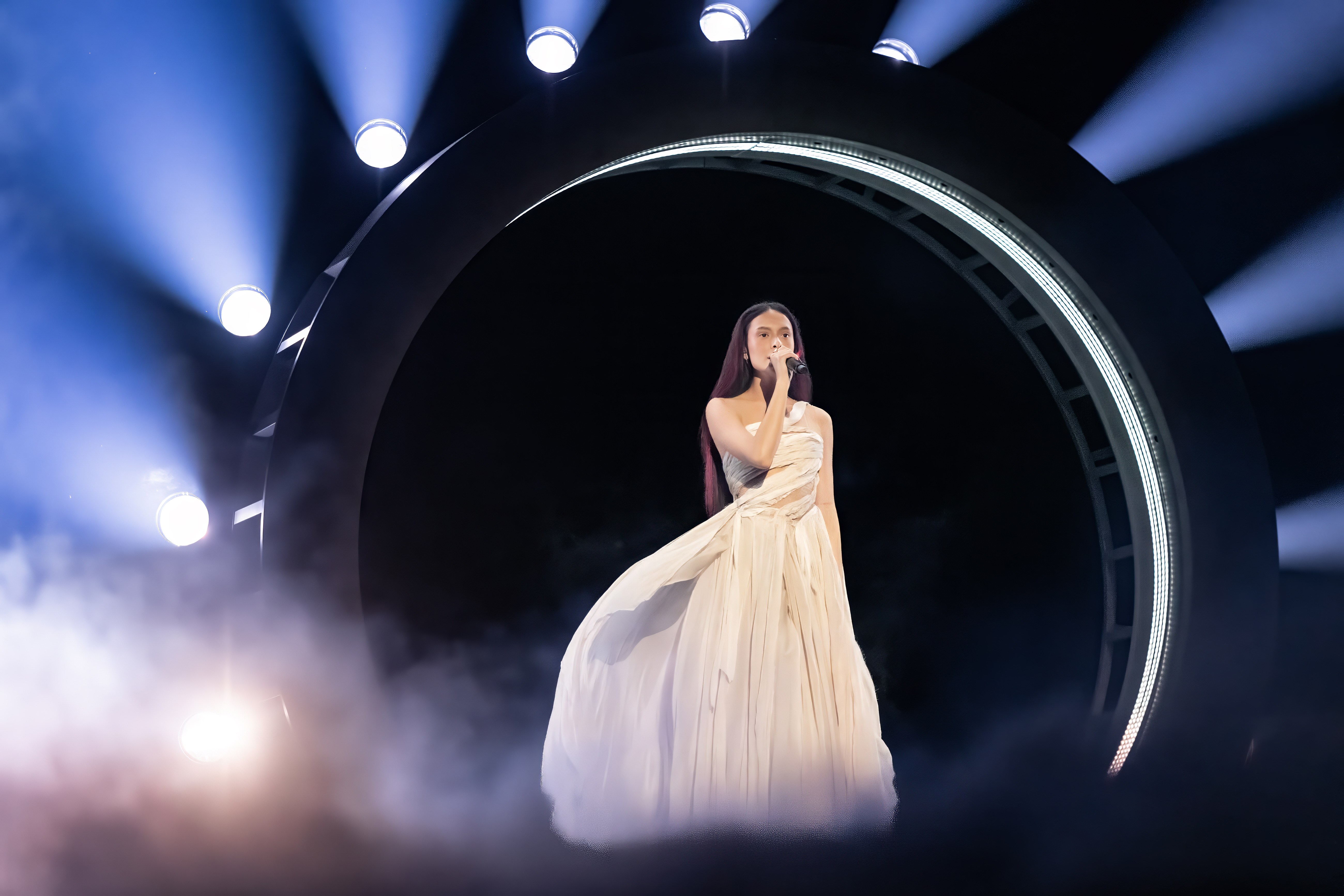
گولان در حال اجرای "Hurricane" در تمرین لباس قبل از فینال بزرگ یوروویژن ۲۰۲۴.

در ۱۱ می در فینال بزرگ آهنگ ششم، پیش از یوست کلاین هلندی و قبل از سیلوستر بلت از لیتوانی اجرا شد. طبق گفته مکس پیلی، نویسنده ان‌ام‌ئی، اجرای بزرگ فینال گولان با «واکنش ترکیبی» از هیاهو و تشویق‌ روبرو شد. پس از اعلام نتایج، گولان با ۳۷۵ امتیاز (۵۲ امتیاز هیئت داوران و ۳۲۳ امتیاز رأی‌گیری از راه دور) در رده پنجم قرار گرفت. هیچ کشوری به هوریکن ۱۲ امتیاز نداد. قبرس، آلمان و نروژ به این آهنگ ۸ امتیاز دادند. گولان در پاسخ به نتیجه خود ابراز خرسندی کرد و اظهار داشت که «بسیار افتخار می‌کند» و به هدف «صدای قوی اسرائیل در جهان شنیده می‌شود» دست یافته است.

## نمودار

### نمودارهای هفتگی
| نمودار (۲۰۲۴)        | اوج موقعیت |
| -------------------- | ---------- |
| اسرائیل (مدیا فارست) | ۱          |

## تاریخچه انتشار
| کشور  | تاریخ        | قالب (ها)             | برچسب      | Ref.   |
| ----- | ------------ | --------------------- | ---------- | ------ |
| مختلف | ۱۰ مارس ۲۰۲۴ | دانلود دیجیتال استریم | Session 42 | [ ۶۸ ] |